# Ameiva leberi
Ameiva leberi är en ödleart som beskrevs av  Schwartz och KLINIKOWSKI 1966. Ameiva leberi ingår i släktet Ameiva och familjen tejuödlor. Inga underarter finns listade i Catalogue of Life.